# بيت محن (السدة)

تعديل مصدري - تعديل

بيت محن هي إحدى قرى عزلة الأعماس بمديرية السدة التابعة لمحافظة إب، بلغ تعداد سكانها 379 نسمة حسب تعداد اليمن لعام 2004.